# Tubus
Els tubus (francès toubous) són un poble del Sàhara oriental que viu entre el desert de Líbia a la frontera d'Egipte i el massís de l'Hoggar o Ahaggar a l'oest i entre Fezzan i el Txad. Són majoria al districte de Gatrun a Fezzan i alguns viuen a Kufra. Viuen també a l'altiplà de Djado (Djadu), als massissos de Tibesti i Borku (Borkou) i a l'altiplà de l'Ennedi. Els europeus els van anomenar tubu o tibbu en conjunt, però ells tenen un nom per cada grup i el de tubus designa als de Tibesti (que en llengua kanuri s'anomena Tu, i tubu vol dir “habitant de Tu); els mateixos s'anomenen teda i es divideixen en Amma Borkua (al Borku), Kreda, Norea, Cheirafada (al Waddai) i Kecherda (Bahr al-Ghazal). Per llengua hi ha dos grups: els teda (a Tibesti) i els daza o guran (guran és el nom que els donen els àrabs, en francès gouran).

## Etnologia
Els seus territoris són pobres i viuen de l'explotació de les palmeres i alguns cereals a les valls humides, i la cria de cabres i altres ramats; tradicionalment s'han dedicat al bandidatge o a guies per caravanes; són extraordinàriament resistents al cansament i les privacions, però mostren signes de rapacitat, picardia i crueltat. Els sedentaris habiten en cabanes; els nobles (o maïna) disposen d'esclaus; els que no ho són formen la resta del poble; les tribus es divideixen en sobiranes (n'hi ha tres els Thomaghera o Tomaghara, els Gunda i els Tuzaba) i servils. El sultà o derde del Tibesti governa de manera tradicional assessorat per una assemblea de nobles i pertany sempre als Thomaghara; el grup dels haddad són ferrers, pescadors o casadors i formen una casta separada, considerada inferior. Són musulmans però no van adoptar realment la religió fins al segle xix per les predicacions de la confraria sanusiyya.

## Història
Eren desconeguts i vers el 1500, Lleó l'Africà esmentava els amazics bardoa, amb els quals foren identificats. Modernament, s'ha establert la hipòtesi que procedien del Sudan i foren rebutjats cap al Sàhara i van tenir un paper clau en l'Imperi de Kanem que van ajudar fundar junt amb els kanembus (kanembou). Fins al final del segle xi els sultans del Kanem van conservar el costum de casar-se amb dones tubus. El tubus del Tibesti van atacar Kanem al segle xiii i el sultà Duname II (1221-1259) va haver de sostenir contra ells una dura guerra de set anys en la qual va triomfar però va esgotar els recursos del país. Al segle xiv els tubus es van aliar als bulaba als que van ajudar a dominar Kanem. Llavors es van establir a la zona del llac Txad i van seguir els destins del Kanem.
Dels tubus del Tibesti no se'n sap res fins als segles XVII/XVIII quan feien incursions al Fezzan al nord i a Bornu al sud. Vers 1730 els àrabs zawiya i hamsuna, procedents de Tripolitana, van desplaçar als tubus que vivien a Kufra; el 1842 els àrabs Banu Sulayman, expulsats de Fezzan pels otomans, van emigrar al sud i van atacar als tubus de Tibesti en la seva emigració cap al nord del Kanem; els senusites en la seva expansió per la ruta Bengasi - Kufra - Waddai, van creuar les terres tubus i van fundar un centre religiós al Borku, a Kuru (Gourou) el 1899/1902. Els senusites van donar suport espiritual a la resistència tubu a la colonització francesa, que no van poder dominar la regió fins al 1920. El BET (Borku-Ennedi-Tibesti) va quedar sota control militar fins al 1960 quan Txad va esdevenir independent; el derde dels tubus de Tibesti i el sultà de Waddai (i alguns altres caps tradicionals menors) van cooperar amb els francesos i van conservar o fins i tot augmentar la seva autoritat política i religiosa. El Txad va estar sota hegemonia dels pobles bantús del sud, els Sara principalment, però els pobles del nord (el tubus bàsicament) es van revoltar, i després del 1975 l'equilibri de forces va canviar. Vers el 19 d'agost de 2011 els tubus de Fezzan que havien format el "Battalló de l'Escut del Desert" dirigit per Barka Wardougou, per lluitar contra Gaddafi, van conquerir Gatrubn (al-Qatrun).

## Llengua
Vegeu Tubu